# Scinax cruentommus
Scinax cruentommus és una espècie de granota que es troba al Brasil, Colòmbia, l'Equador, Perú i, possiblement també, a Bolívia i la Guaiana Francesa.